# سرزمین موسیقی
سرزمین موسیقی (به انگلیسی: Music Land) نام فیلم انیمیشن آمریکایی کوتاه و موزیکالی از سری سمفونی احمقانه کمپانی والت دیزنی است به کارگردانی ویلفرد جکسون، نویسندگی پینتو کالویگ و تهیه‌کنندگی والت دیزنی که در ۱۹۳۵ ساخته شده‌است.

## خلاصه داستان
شاهدخت ویلن که از روزمرگی‌های کلاسیک و کسالت‌آور سرزمین سمفونی خسته شده‌است با قایقش به دریای ناسازگاری می‌رود. شاهزاده ساکسیفون آلتو از جزیرهٔ سرزندهٔ جاز که در آن سوی دریای ناسازگاری واقع شده‌است او را با دوربین کلارینتی خود می‌بیند و عاشقش می‌شود. پس سوار بر قایق زیلوفونیش شده و به دیدار او می‌رود. ملاقات آنها خیلی زود دردسرساز می‌شود چون ملکه ویلن سل از سرزمین سمفونی آن‌دو را دیده و شاهزاده ساکسیفون آلتو را درون برج مترونوم زندانی می‌کند. ساکسفون آلتو نتی حاوی درخواست کمک نوشته و پرنده‌ای آن را برای پدرش شاه ساکسیفون تنور، پادشاه جزیرهٔ جاز می‌آورد. شاه ساکسیفون تنور که پسرش را در بند سرزمین سمفونی می‌بیند علیه آنها اعلان جنگ می‌کند.
دو سرزمین با شلیک موسیقی‌های جز و کلاسیک به سوی هم یکدیگر را مورد حمله قرار می‌دهند. شاهدخت ویلن می‌خواهد جلوی جنگ را بگیرد اما درون دریای ناسازگاری می‌افتد. شاهزاده ساکسیفون تنور موفق به فرار از زندان خود شده و به نجات شاهدخت می‌شتابد اما او نیز در دریا گرفتار می‌شود. والدینشان که آن دو را در خطر غرق شدن می‌بینند فوراً آتش‌بس داده و آنها را نجات می‌دهند. پس از این اتفاق دو سرزمین با یکدیگر دوست شده، شاهزاده ساکسیفون آلتو با شاهدخت ویلن و شاه ساکسیفون تنور با ملکه ویلن‌سل ازدواج می‌کنند و شهروندان دو سرزمین بر روی پل هارمونی که اینک بین دو کشور کشیده شده‌است به شادمانی می‌پردازند.